# Bingöl (prowincja)
Prowincja Bingöl (tur. Bingöl ili) – jednostka administracyjna we wschodniej Turcji.

## Dystrykty

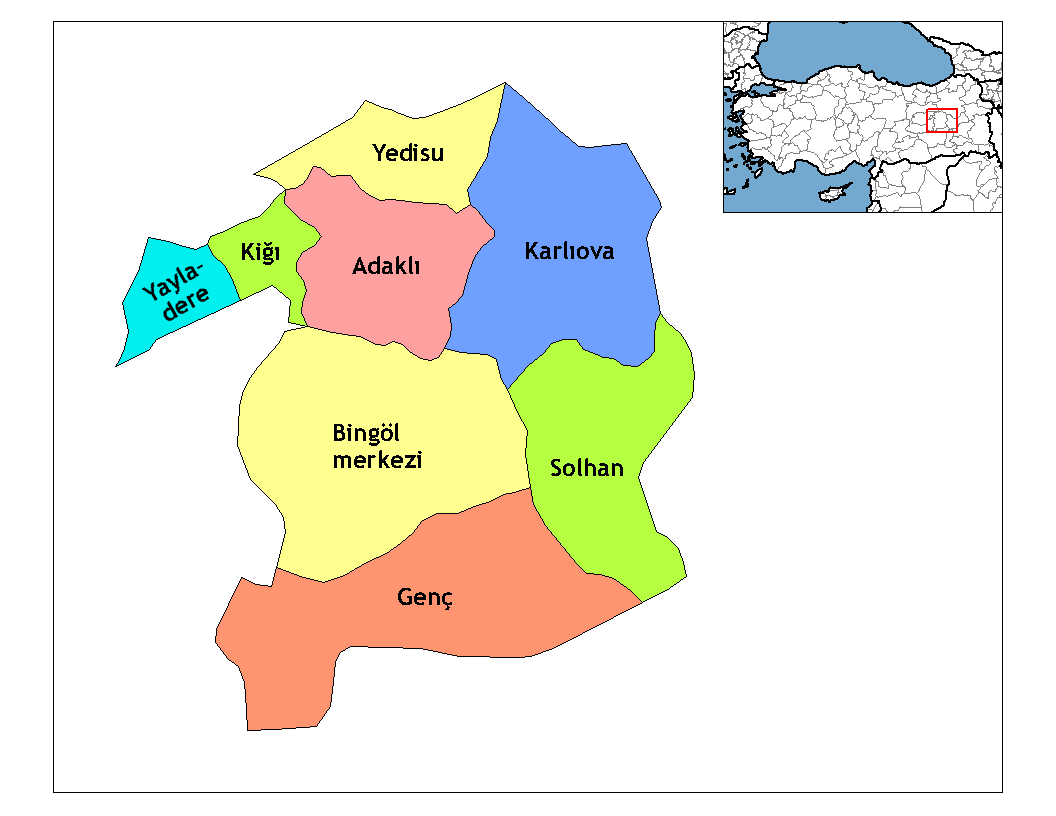
Dystrykty w prowincji Bingöl

Prowincja Bingöl dzieli się na osiem dystryktów:
- Adaklı
- Bingöl
- Genç
- Karlıova
- Kiğı
- Solhan
- Yayladere
- Yedisu